# Stanhopea naurayi
Stanhopea naurayi är en orkidéart som beskrevs av Rudolph Jenny. Stanhopea naurayi ingår i släktet Stanhopea och familjen orkidéer.
Artens utbredningsområde är Peru. Inga underarter finns listade i Catalogue of Life.